# Haruka Miyashita
Pour les articles homonymes, voir Miyashita.
Haruka Miyashita (宮下 遥, Haruka Miyashita) est une joueuse de volley-ball japonaise née le 1er septembre 1994 à Kuwana (Préfecture de Mie). Elle mesure 1,76 m et joue au poste de passeuse. Elle totalise 116 sélections en équipe du Japon.

## Clubs
| Club              | De        | À         |
| ----------------- | --------- | --------- |
| Takii High School |           | 2012-2013 |
| Okayama Seagulls  | 2009-2010 | …         |

## Palmarès

### Équipe nationale
- Championnat d'Asie et d'Océanie
  - Finaliste : 2013.
- Grand Prix Mondial
  - Finaliste : 2014.

### Clubs
- Coupe de l'impératrice
  - Finaliste : 2013.
- V Première Ligue
  - Finaliste : 2014, 2020.